# Воскодавы
Воскодавы (укр. Воскодави) — село, входит в Гощанскую поселковую общину Ровненского района Ровненской области Украины.
Население по переписи 2001 года составляло 651 человек. Почтовый индекс — 35423. Телефонный код — 3650.